# Feliks Huskowski
Feliks Wiktor Huskowski (ur. 22 października 1885, zm. wiosną 1940 w Charkowie) – pułkownik uzbrojenia Wojska Polskiego, ofiara zbrodni katyńskiej.
Był synem Wiktora. Jesienią 1920 pełnił służbę w Departamencie V Uzbrojenia Ministerstwa Spraw Wojskowych. 9 września 1920 został zatwierdzony w stopniu kapitana ze starszeństwem z 1 kwietnia 1920 w korpusie oficerów artylerii, w grupie byłych oficerów armii rosyjskiej i korpusów wschodnich. 3 maja 1922 został zweryfikowany w stopniu majora ze starszeństwem z 1 czerwca 1919 i 26. lokatą w korpusie oficerów uzbrojenia. W latach 1923–1924 pełnił służbę w Departamencie III Artylerii i Uzbrojenia Ministerstwa Spraw Wojskowych na stanowisku kierownika referatu, pozostając na ewidencji Okręgowego Zakładu Uzbrojenia Nr 1 w Warszawie. 3 maja 1926 został awansowany na podpułkownika ze starszeństwem z 1 lipca 1925 i 6. lokatą w korpusie oficerów uzbrojenia. Przed 1928 został przeniesiony w stan spoczynku. W 1934 pozostawał na ewidencji Powiatowej Komendy Uzupełnień Warszawa Miasto III z przydziałem mobilizacyjnym do Oficerskiej Kadry Okręgowej Nr I. Był wówczas „przewidziany do użycia w czasie wojny”.

W czasie kampanii wrześniowej 1939 po agresji ZSRR na Polskę dostał się do niewoli sowieckiej. Wiosną 1940 został zamordowany przez NKWD w Charkowie i pogrzebany w Piatichatkach, gdzie od 17 czerwca 2000 mieści się oficjalnie Cmentarz Ofiar Totalitaryzmu w Charkowie.
Postanowieniem nr 112-48-07 Prezydenta RP Lecha Kaczyńskiego z 5 października 2007 został awansowany pośmiertnie do stopnia generała brygady. Awans został ogłoszony 9 listopada 2007 w Warszawie, w trakcie uroczystości „Katyń Pamiętamy – Uczcijmy Pamięć Bohaterów”.